# Giuseppe Fezzardi
Giuseppe Fezzardi (Arcisate, 28 de desembre de 1939) és un ciclista italià, ja retirat, que fou professional entre 1961 i 1972. En el seu palmarès destaca una victòria d'etapa al Tour de França de 1965 i la Volta a Suïssa de 1963.

## Palmarès
- 1962
  - 1r de les Tres Valls Varesines
- 1963
  - 1r de la Volta a Suïssa
- 1965
  - Vencedor d'una etapa al Tour de França
- 1966
  - 1r al Giro del Ticino

### Resultats al Giro d'Itàlia
- 1961. Abandona
- 1962. Abandona (14a etapa)
- 1963. 53è de la classificació general
- 1965. Abandona
- 1966. 58è de la classificació general
- 1967. Abandona
- 1968. 61è de la classificació general
- 1969. 42è de la classificació general
- 1970. 80è de la classificació general
- 1971. 73è de la classificació general

### Resultats al Tour de França
- 1965. 36è de la classificació general. Vencedor d'una etapa
- 1966. 42è de la classificació general